# カラスヤサトシ
カラスヤ サトシ（本名：片岡 聰（かたおか さとし）、1973年11月16日 - ）は、日本の漫画家。大阪府枚方市出身。関西大学社会学部卒業。男性。

## 来歴
1995年、本名の片岡聰名義で『海辺の人々』ほか3編により第6回COMICアレ!漫画賞優秀賞を受賞しデビュー。1997年に初の単行本『石喰う男』を出版、退職して専業作家となるが、同年に雑誌が休刊。
1999年、ペンネームを烏屋さと志に改め、4コマ漫画『ニャニャドヤラ』で『月刊アフタヌーン』で行われていた新人賞「ギャグパラ大賞」にて第2回準大賞を受賞。その後、しばらく『アフタヌーンシーズン増刊』に『ニャニャドヤラ』を連載した。2002年、短編『HOME』で第41回ちばてつや賞大賞（一般部門）を受賞。姓名判断を参考にペンネームをカラスヤサトシに変更。
2003年、『月刊アフタヌーン』読者ページの欄外に自身の体験を題材にした4コマ漫画『愛読者ボイス選手権 特別版』を掲載し始めると、次第に人気を集め、2005年からは独立したページを与えられるようになり、誌上での単行本化嘆願活動により、2006年9月、掲載作をまとめた作品集『カラスヤサトシ』が刊行された。
その後は4コマ漫画などの作品を発表。2011年、10歳年下の音楽ライターと結婚。2016年4月、『月刊アフタヌーン』6月号にて13年続いた連載『アフタヌーンはカラスヤサトシのもの』が、『モアイ』Web連載の『毎日カラスヤサトシ』と同時に終了した。
2023年、『怪奇短編漫画『ぢごくもよう』が新連載開始。ムービーナーズとニコニコ漫画にて第1話「地獄百景」の公開が開始された。

## 作品リスト

### 書籍
石喰う男（1997年9月、マガジンハウス）
『COMICアレ!』発表作を収録、「片岡聰」名義。『COMICアレ!』（マガジンハウス）にて発表された作品が20本ほど収録されている。現在は絶版で入手困難。
カラスヤサトシ（講談社）
『月刊アフタヌーン』連載、「愛読者ボイス選手権 特別版」とその後身（終了時タイトル「アフタヌーンはカラスヤサトシのもの」）改題、全9巻。作者の日常を描いた4コマエッセイ漫画。
萌道（もえどう）（2008年3月、竹書房）ISBN 978-4812468067
『まんがライフMOMO』連載。メイド喫茶など、毎回各地にある「萌え」スポットを体験取材するレポート漫画。
おのぼり物語（2008年9月、竹書房）
『まんがくらぶ』連載。作者が2002年に上京し、仕事が軌道に乗り始めた2005年頃までを描いた自伝的作品。2010年に映画化。
カラスヤサトシのおしゃれ歌留多（2009年5月、講談社）
『MouRa』（講談社Webサイト）連載、「カラスヤサトシのハッピー♥セレクション」改題。「女性たちの間で流行っているもの」をテーマにした4コマ漫画。
キャラ道（2009年10月、竹書房）ISBN 978-4812471821
『まんがライフMOMO』連載。自分が出てくる漫画ばかり描いているカラスヤが、編集者のリクエストに従って「キャラ」を作ろうとする様を描く。竹書房で連載している4コマ作家（小坂俊史など）がカラスヤサトシと対決もしくは指導という形でほぼ毎回ゲスト出演している。
カラスヤサトシのでかけモン（2009年11月、芳文社）
『まんがタイムオリジナル』連載、「でかけモン」改題。関東地方を中心とする各駅周辺の紀行漫画。
野性のじかん（2010年6月、竹書房）ISBN 978-4812472996
『まんがライフオリジナル』連載。作者が「野性的」なものに体当たりで挑戦するルポ漫画。
喪男の社会学入門（2010年9月、講談社）ISBN 978-4063106978
『good!アフタヌーン』連載、社会学者千田有紀との共著。二人の会話形式の文章と、カラスヤによる4コマ漫画が併載される形式。
カラスヤサトシの37歳の遠足ガイド（2011年11月、秋田書店）
『チャンピオンRED』連載。ゴスロリファッションの編集者とともに様々な場所に「遠足」に行くルポ漫画。
結婚しないと思ってた オタクがDQNな恋をした！（2012年1月、秋田書店）
『for Mrs.スペシャル』連載、「女の子はみんないつか幸せになれる」改題。恋愛をテーマにした企画をこなす4コマ漫画。連載中に作者が結婚したことから、終盤は結婚相手との馴れ初めが語られた。
「びっくりカレー」シリーズ（新書館）
『ウィングス』→『ウェブマガジン ウィングス』→『ウンポコWEB』連載。カレー食べ歩きエッセイ4コマ漫画。
1. カラスヤサトシの日本びっくりカレー（2012年8月）ISBN 978-4403621475
2. カラスヤサトシのびっくりカレーおかわりっ!!（2013年8月）ISBN 978-4403621666
3. カラスヤサトシの世界スパイス紀行（2015年4月）ISBN 978-4403621932

モテないのではない モテたくないのだ!!（2012年8月、双葉社）ISBN 978-4575841244
『漫画アクション』連載。作者をモデルにした男子中学生「片桐サトヲ」の中学生活を描いた連作4コマ漫画。
強風記（2012年8月、講談社）
『まんがタイムスペシャル』連載、「強風記～小説家 烏山サトシ～」改題。表題作は大正時代の売れない小説家を主人公にした作品。他初期の短編も併録。
カラスヤサトシの初体験（2013年8月、リブレ出版）
『月刊少年チャンピオン』『グランドジャンプ』他掲載のエッセイ漫画を収録。
オレなんかが親になって大丈夫か？（竹書房）
『すくすくパラダイスぷらす』連載、「子がなくては親は育たぬ」改題。子育てエッセイ4コマ漫画。
1. オレなんかが親になって大丈夫か？（2013年10月）、ISBN 978-4812496985
2. オレは子をみて育とうと思う（2015年3月）、ISBN 978-4801902275

大カラスヤサトシの大発明大王（2013年10月、竹書房）
『まんがライフオリジナル』連載。作者が様々な発明を試すエッセイ4コマ。
エレガンスパパ（2014年10月、秋田書店）
『エレガンスイブ』連載。同じく子育て漫画。
毎日カラスヤサトシ（講談社）
Webコミックサイト『モアイ』連載。2013年11月25日から2016年4月27日まで、月曜日から金曜日、毎日一本更新されていたエッセイ4コマ漫画。
1. （2015年3月）、ISBN 978-4063880403
2. （2015年4月）、ISBN 978-4063880526

カラスヤサトシの怖いところに手が届く（2015年6月、ホーム社）
『特盛』他掲載のホラー・オカルトを題材としたルポ漫画を収録。
おとろし（2015年7月、秋田書店）
『エレガンスイブ』『もっと!』他掲載のホラー漫画（非エッセイ）を収録。
カラスヤサトシの戦国散歩（リイド社）
『戦国武将列伝』連載。作者が戦国時代にタイムスリップするという設定の4コマ漫画。
1. （2016年4月）、ISBN 978-4845848485

カラスヤサトシの孫子まるわかり（2016年10月、新書館）
『ウィングス』連載、「VS孫子」改題。作者が『孫氏』を読み、現代の生活に活かそうとする様を描いた4コマ。
お湯も、プロペラも、頭蓋骨も、みんな神様だった! ニッポン珍神見聞録（2016年12月、竹書房）
『まんがライフオリジナル』連載、「神域聖地霊場ウォーカー」改題。作者が全国各地の珍しい「神様」が祀られているスポットを訪ねる紀行漫画。
カラスヤ、YouTuberになる（2017年8月、講談社）
『ヤングマガジン 3rd』連載。作者が編集者たちと共に動画を撮影する様を描いた漫画。動画は実際にYouTubeに投稿されている。
カラスヤサトシの日本文学紀行（2017年9月、講談社）
『小説現代』連載・『講談社BOOK倶楽部』掲載。日本文学を紹介した文章＆漫画の形式。
庭バカ　(2019年5月、竹書房)　
『まんがライフオリジナル』連載。

### 単行本未収録・読み切り
- カラスヤサトシの新びっくりカレー（『ウィングス』2022年12月号[5] - ）
- 冥途の道（『月刊コミックバンチ』2023年11月号付録「死役所公式アンソロジー」[6][7]）